# Graue Neuweltstachelmaus
Die Graue Neuweltstachelmaus (Scolomys melanops) ist ein im Nordwesten Südamerikas verbreitetes Nagetier in der Familie der Wühler. Sie bildet mit der Ucayali-Neuweltstachelmaus (Scolomys ucayalensis) die Gattung Amerikanische Stachelmäuse.

## Merkmale
Erwachsene Exemplare erreichen eine Kopf-Rumpf-Länge von 85 bis 104 mm, eine Schwanzlänge von 55 bis 76 mm und ein Gewicht von 20 bis 33 g. Die Länge der Hinterfüße beträgt 18 bis 23 mm und die Ohren sind 13 bis 17 mm lang. Das mit Stacheln durchmischte Fell hat am ganzen Körper eine gesprenkelte rotbraune bis rotschwarze Farbe mit verstreuten durchgehend schwarzen Haaren. Der Kopf ist durch lange dünne Vibrissen und durch einen kurzen knöchernen Teil der Schnauze (Rostrum) gekennzeichnet. Auf dem kurzen Schwanz sind nur wenige verstreute Haare vorhanden. Die großen Zehen der Hinterfüße besitzen keine Krallen. Von den sechs Zitzen der Weibchen liegen zwei auf der Brust, zwei auf dem Bauch und zwei im Leistenbereich.

## Verbreitung und Lebensweise
Das Verbreitungsgebiet liegt im Nordosten Ecuadors und Norden Perus östlich der Anden. Die Art hält sich in Regionen auf, die auf 200 bis 1200 Meter Höhe liegen. Sie lebt in Regenwäldern und besucht gelegentlich angrenzende Acker- oder Weideflächen.
Die Graue Neuweltstachelmaus bewegt sich auf dem Boden und klettert auf umgefallenen Baumstämmen. Die nachtaktiven Exemplare leben allgemein einzelgängerisch und bauen aus Fasern der Palme Lepidocaryum tenue Nester. Vermutlich besteht ihre Nahrung aus Teilen derselben Palme sowie Früchten. Zwischen März und April untersuchte Weibchen waren durchschnittlich mit 2,5 Nachkommen trächtig. Da fortpflanzungsbereite Männchen in verschiedenen Monaten registriert wurden, wird angenommen, dass es keine feste Paarungszeit gibt.

## Gefährdung
Waldrodungen bedrohen Teile des Bestandes. In anderen Regionen tritt die Graue Neuweltstachelmaus häufig auf. Sie wird von der IUCN als „nicht gefährdet“ (least concern) gelistet.